# ホールデン・モナーロ
ホールデン・モナーロ　(Holden Monaro) は、ゼネラルモーターズのホールデンブランドが製造し、4ドアセダンや2ドアクーペ型の自動車である。

## 初代 HK, HT, HG(1968年-1971年)
1968年7月に発表された最初。2ドアピラーレスハードトップである。
エンジンは直列6気筒2.6 L (ベースモデル) とホールデンV型8気筒 5.0 L、GM 327 5.4 L、GM 350 5.7 L 。(追加料金)
南アフリカで、シボレー・SSとして販売されて。

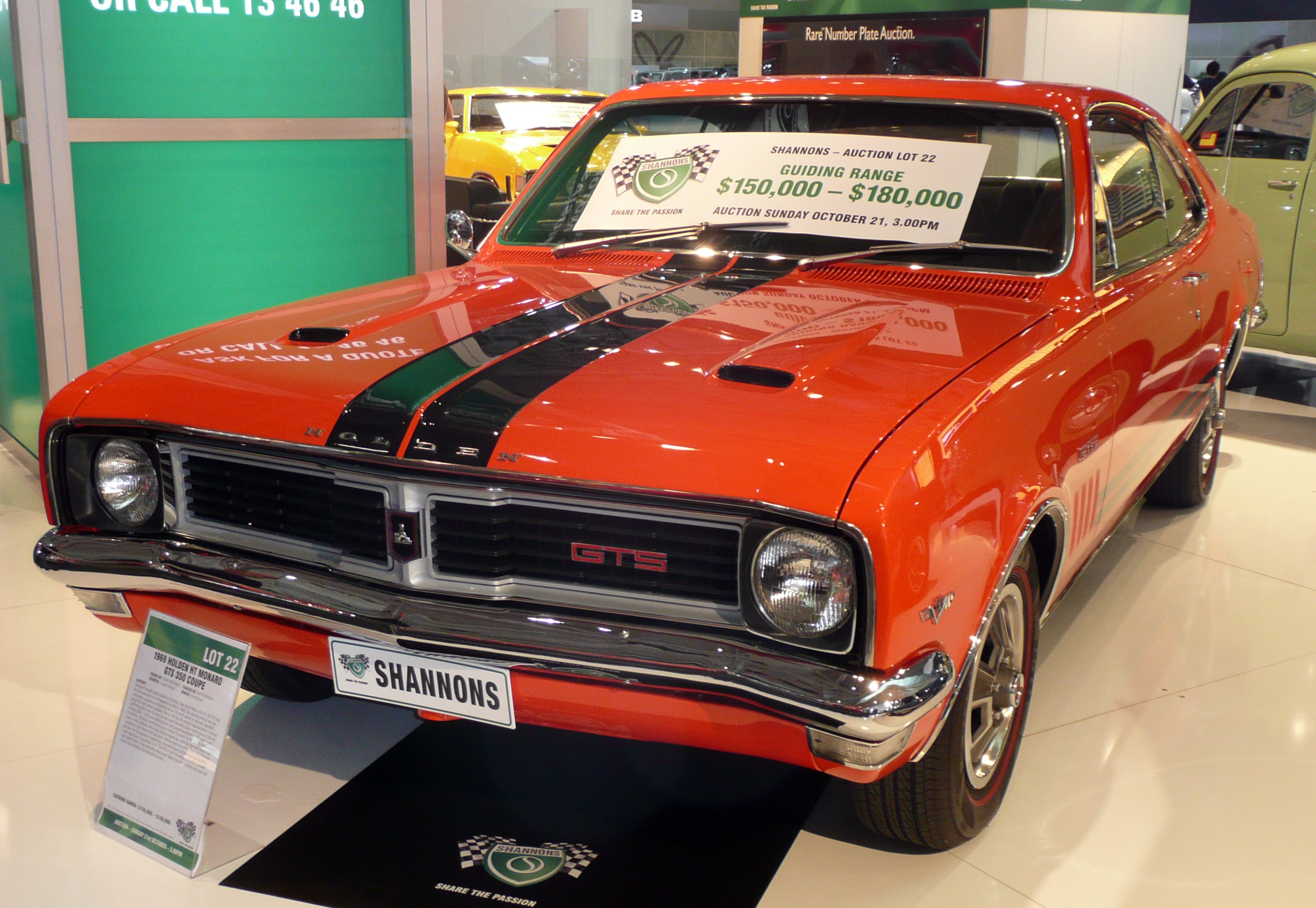
モナーロ　HT GTS 350 (1969年)

## 2代目 HQ, HJ, HX, HZ (1971年-1977年)
1971年7月発表。2ドアクーペと4ドアセダン (1973年発表)である。

エンジンはホールデンレッド直列6気筒　(ベースモデル)  (英語版)とホールデンV型8気筒 5.0 LやシボレーV型8気筒5.7 L (追加料金、輸入) (英語版)

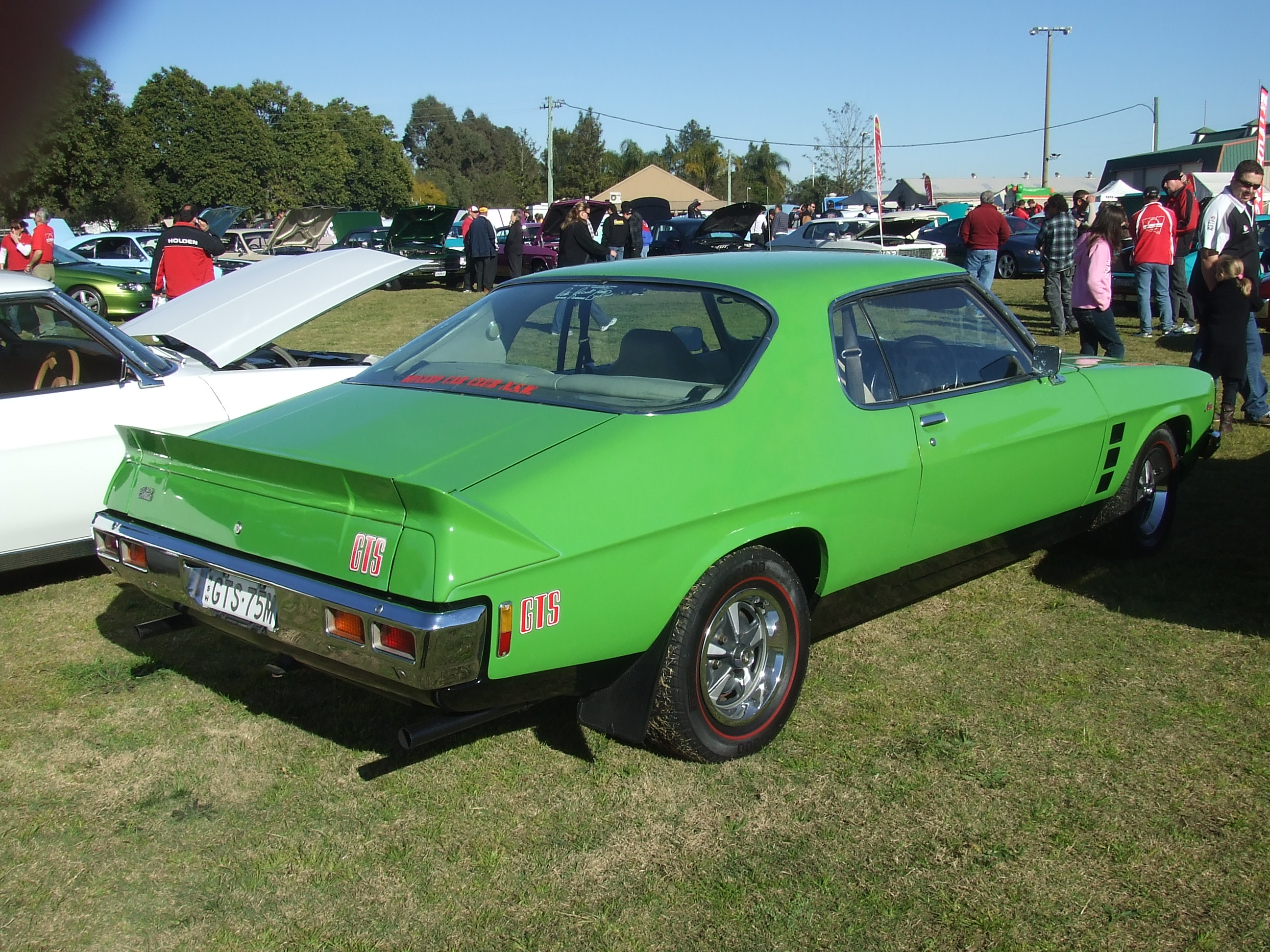
モナーロ　HJ GTS (1975年)

## 3代目 V2, VZ (2001年-2006年)

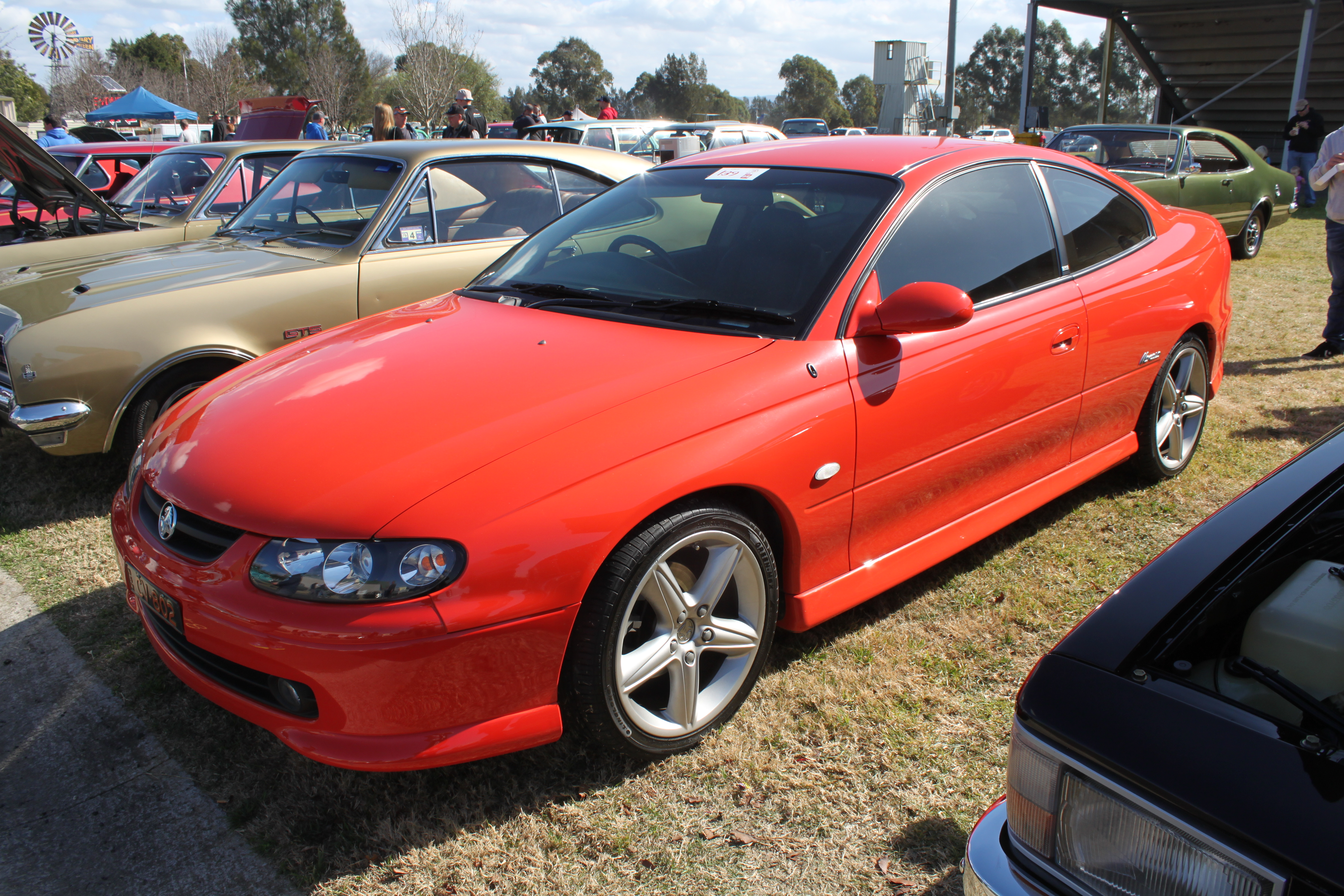
モナーロ CV8 クーペ (2002年)

2001年11月、VTコモドアをベースとした2ドアクーペとしてモナーロの名が復活した。V型6気筒 3.8 LもしくはV型8気筒 5.7 Lのエンジンを搭載し、4速ATもしくは6速MTが組み合わせられた。イギリスではボクスホール・モナーロ、中東ではシボレー・ルミナクーペとして販売されたほか、2004年にはポンティアック・GTO（5代目）として北米市場に導入された。2006年に生産を終了した。